# Synagoge van Metz

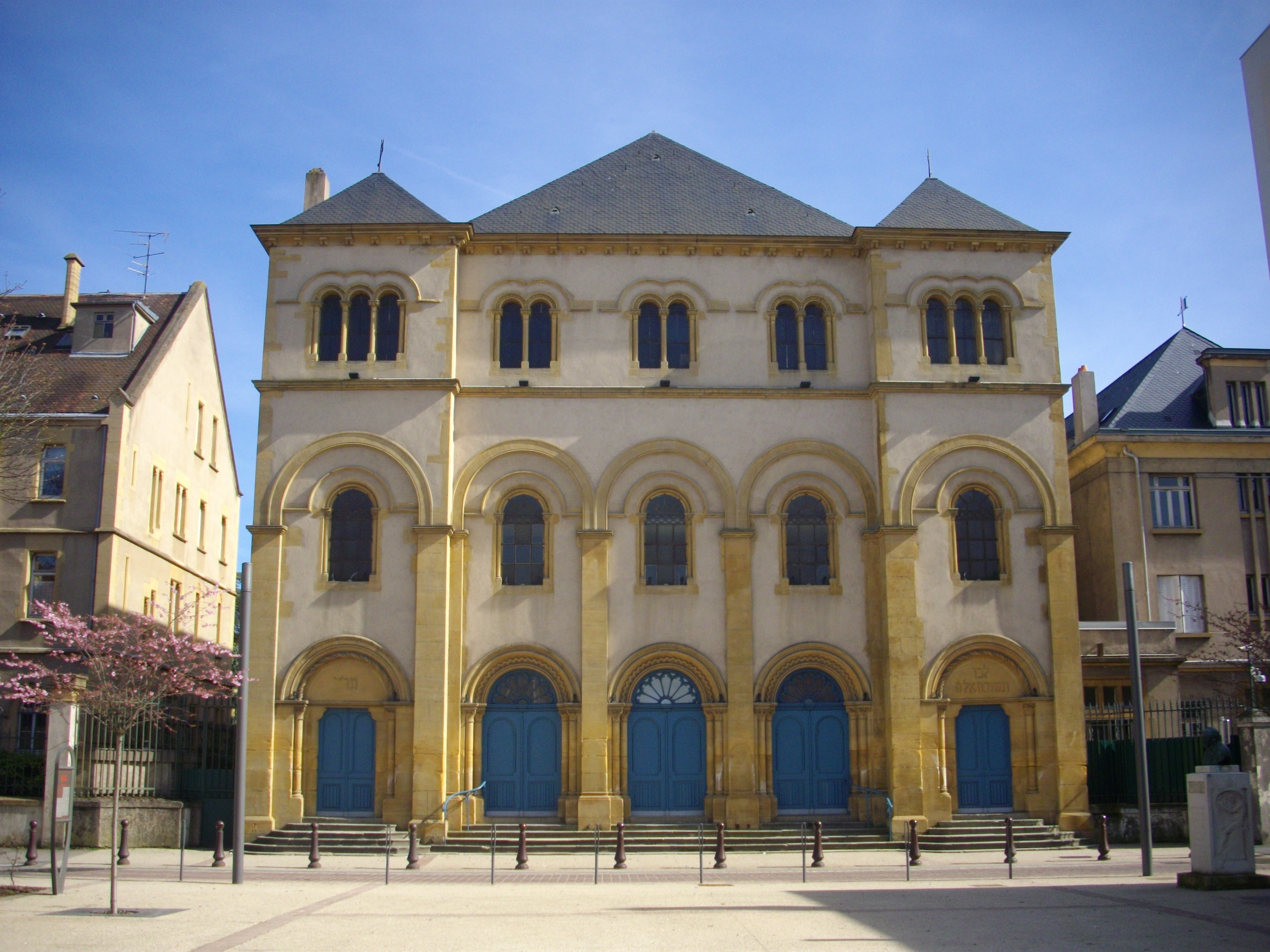
Synagoge in Metz (Frankrijk)

De Synagoge van Metz (1850) bevindt zich in de Rue du Rabbin Elie Bloch, in het centrum van de Franse stad Metz, in het departement Moselle (regio Grand Est).

## Joodse geschiedenis in Metz
Vermoedelijk waren er Joodse inwoners in Metz ten tijde van het Romeins en Frankisch bestuur. Zo werd in het jaar 960 rabbijn Rabbénou Guerchon, bijgenaamd Lumière de l’Exil, geboren in Metz. Eind 12e eeuw-begin 13e eeuw verdween de Joodse gemeenschap om economische redenen. Ze keerde terug in 1565, weliswaar ten koste van het betalen van zware taksen aan de Rijksstad Metz. In 1609 werd voor de eerste maal een synagoge in Metz gebouwd. Een tweede synagoge, groter dan de eerste, werd ernaast gebouwd in 1716, tezamen met een talmoedische school.
In de 19e eeuw nam de Joodse bevolking in Metz toe. Vermoedelijk telde zij 2.400 leden in het jaar 1842. De oude synagoge uit de 18e eeuw dreigde in te storten en het stadsbestuur van Metz verleende toestemming voor de bouw van een nieuwe synagoge.

## Historiek gebouw
In 1844 presenteerde architect Derobe zijn plannen voor de nieuwe synagoge: een wit gebouw in Egyptische stijl. Het stadsbestuur weigerde deze bouwplannen. Het werd uiteindelijk een neoromaans gebouw waarvan de bouw startte in 1847. Op 30 augustus 1850 werd de synagoge ingehuldigd.
Van 1940 tot 1944 vernielden Nazi-Duitsers de inboedel van de synagoge maar het gebouw bleef gered. Sinds 1984 is de synagoge beschermd historisch erfgoed van Frankrijk, mede omwille van de talrijke waardevolle liturgische gebruiksvoorwerpen.